# 圣米格尔-迪洛萨达
圣米格尔-迪洛萨达（葡萄牙語：São Miguel de Lousada）是葡萄牙波尔图区的一个堂区。总面积2.69平方公里，总人口948人，人口密度352.4人/平方公里。